# Belmonte Chiavelli
Belmonte Chiavelli è una località di piccole dimensioni del Comune di Palermo.
A nord la frazione è distaccata dal resto del tessuto urbano della città dalla Circonvallazione di Palermo. A sud si trova il sistema montuoso dei Monti di Palermo. La località è situata in un'area di forte pendenza ai piedi del Monte Grifone. Da Belmonte Chiavelli è visibile un panorama completo della città.
I principali assi viari sono: la via Belmonte Chiavelli sulla quale si trovano la maggior parte delle case della frazione e la Chiesa Madre, la via Falsomiele, dove vi è la chiesa di Maria Santissima del Divino Amore, e la Salita Mezzagno, vecchia Mulattiera che arrampicandosi sul Monte Grifone un tempo caratterizzava la vecchia via di collegamento tra Palermo e il comune limitrofo di Belmonte Mezzagno. Alle spalle di Belmonte Chiavelli si trova un'altra frazione di Palermo: Ciaculli. Nelle vicinanze si trova la zona di Santa Maria di Gesù, nota per il suo Convento, poiché in quel luogo visse per 27 anni San Benedetto il Moro.
Il piccolo borgo contadino, è stato sempre legato a una forma di economia agraria. Si coltivano Agrumi come i mandarini, e altri alberi da frutto.

## La frana del Settembre 2009[1]
La frazione o borgata, data la sua conformazione che si prolunga arrampicandosi tra le fenditure della montagna, è soggetta a gravi dissesti idrogeologici. Il 21 settembre 2009, dopo una giornata caratterizzata da nubifragi una colata di fango, massi, e detriti di ogni genere si sono distaccate dal Monte Grifone, scendendo a valle con il conseguente danneggiamento di diverse abitazioni e ricoperto e cancellato il percorso delle strade principali del borgo. La frana discesa su Belmonte Chiavelli non ha provocato vittime o feriti, ma furono evacuati 72 abitanti. Per giorni mezzi della Protezione civile, e dei Vigili del Fuoco, hanno lavorato con le pale meccaniche per liberare scantinati, ingressi, e scale delle case invase da grande quantità di sassi e fango. Anche la piazzetta principale dinanzi alla Chiesa Madre di San Giuseppe, era colma di macigni di notevoli dimensioni, come visibile da diversi video pubblicati nei giorni seguenti alla frana su Internet. Si contarono circa 20 auto danneggiate o ricoperte totalmente dalla colata di fango. La gente aveva notato già giorni prima cedimenti della parete rocciosa, alle prime piogge d'autunno, ma le denunce dei fenomeni non furono prese in considerazione, fino alla conseguenza della frana del 21 settembre. Successivamente all'evento il comune prese in pugno la situazione, riasfaltando le strade, inviando pale meccaniche, e cercando di mettere in sicurezza la montagna.

## L'Oasi della Speranza
La Chiesa dell'Oasi della Speranza fu costruita nella parte più alta di Belmonte Chiavelli in cima al Monte Grifone, con lo scopo di raccogliere una comunità cristiana che desse aiuto a gente bisognosa. In sessantasette giorni con la manodopera di volontari e le offerte di materiale edile o di denaro dei benefattori si completò l'opera, e fu inaugurata dall'allora arcivescovo di Palermo cardinale Salvatore Pappalardo venerdì 31 maggio 1991. All'interno dell'Oasi si trova ciò che è divenuto un simbolo della frazione, un traliccio dell'Enel da tempo abbandonato, che si innalza per ben 19 metri ed è stato trasformato in una grande Croce luminosa visibile dalla città.